# Одуэн, Пьер
Пье́р Одуэ́н (фр. Pierre Audouin; 1768 год, Париж — 1822 год, Париж) — французский гравёр, ученик Боварле.
В своих произведениях обнаруживал большую лёгкость и свободу обращения с резцом.

## Творчество
Из его гравюр следует отметить:
- «Прекрасная садовница» с картины Рафаэля (1803),
- «Положение в гроб» с М.-А. да-Караваджо,
- «Юпитер и Антиопа» с Корреджо,
- «Милосердие» с Андреа дель Сарто,
- «Портрет Сальватора Розы», с Розы (1791),
- «Урок музыки» с К. Нетшера,
- «Лютнистка» с Терборха,
- «Три Музы» с Лёсюёра,
- «Портрет Генриха IV» с Пурбуса.

## Галерея

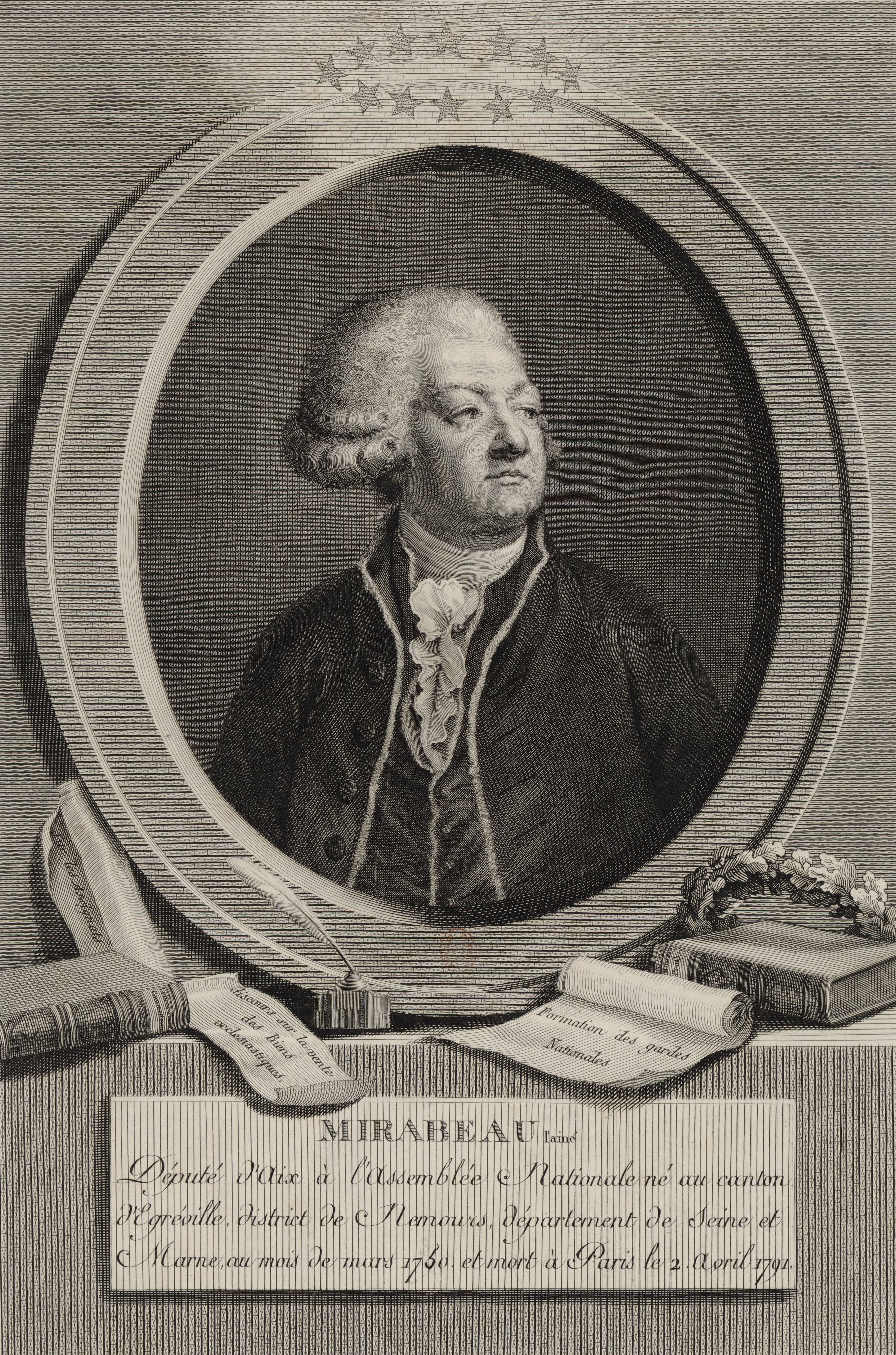
Выполненный Одуэном гравированный портрет Оноре Габриеля Рикети де Мирабо, 1791
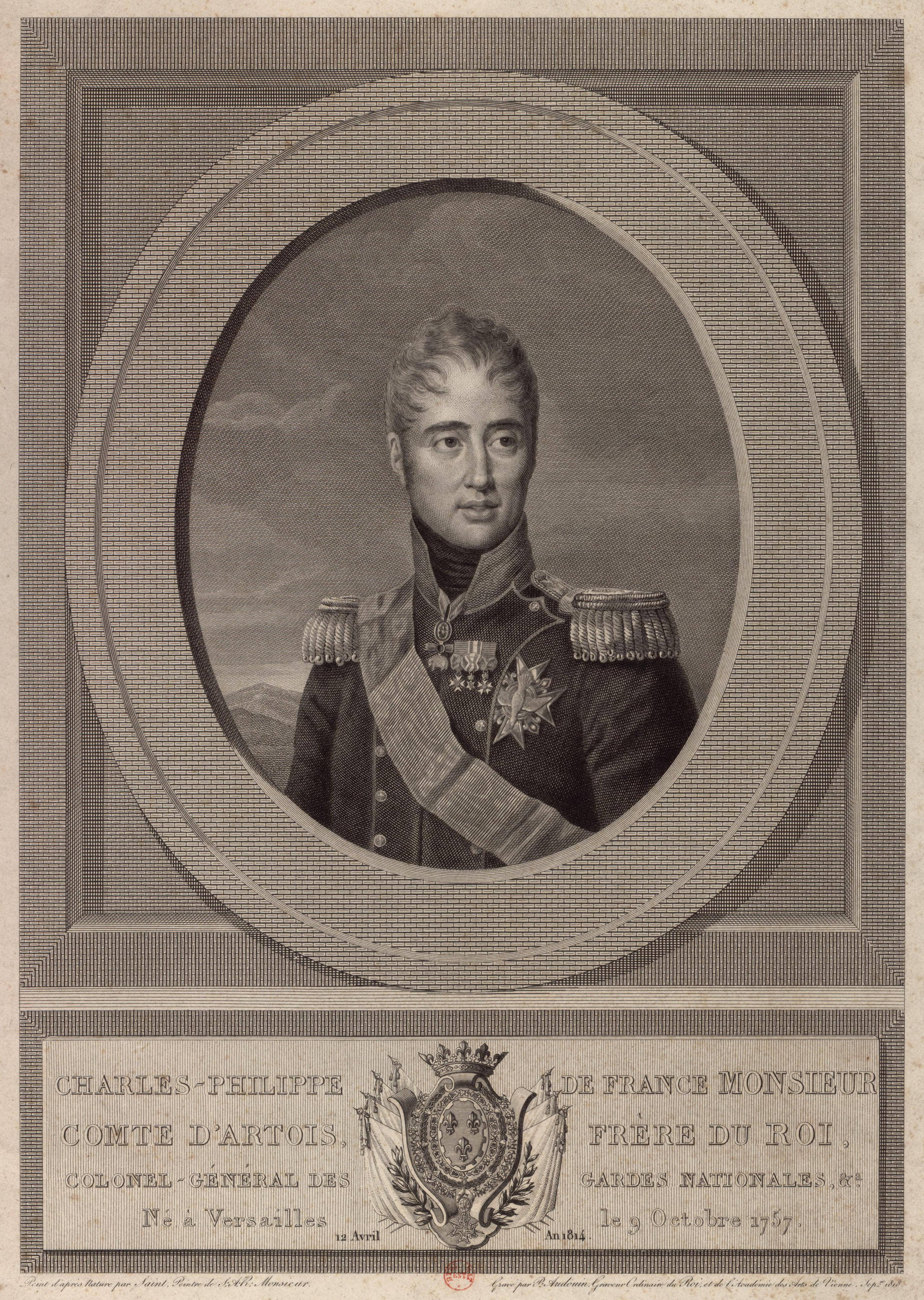
Портрет Шарля-Филиппа Французского, графа д’Артуа, будущего короля Карла X, 1818